# Het uur nul (Bradbury)
Het uur nul is een sciencefictionverhaal geschreven door de Amerikaan Ray Bradbury in 1947. Zero hour verscheen in dat jaar in het blad Planet Stories. Het werd later opgenomen in de verzameling The illustrated man. In het Nederlandse taalgebied verscheen in de bundel De geïllustreerde man bij Born NV Uitgeversmaatschappij in de serie Born SF (1976). 

## Het verhaal
Het verhaal speelt zich in “real time” af. Kinderen spelende in tuinen en op straat raken opgewonden van een nieuw spelletje. Dat spelletje, Invasie geheten, is alleen geschikt voor kinderen onder de tien jaar, ouderen mogen niet meespelen net als vroegvolwassene kinderen. Op vragen van de ouders aan de kinderen wordt alleen gereageerd dat het spannend en vermakelijk is; verder kunnen de kinderen ook niets vertellen over dit nieuwe spel. De ouders nemen het daardoor niet serieus en lachen het weg. Na een aantal uur blijkt dat een vergissing. De aarde is inmiddels overgenomen door aliens, nu eens niet middels een insterstellaire oorlog met high-tech-wapens, maar via indoctrinatie van kinderen/kinderspel.